# Linha 2 do Metrô de Santiago
A Linha 2: Vespucio Norte ↔ Hospital El Pino é uma das linhas do Metrô de Santiago.

## Estações
| Nome                 | Inauguração            | Comuna                | Integração                            | Posição     | Latitude      | Longitude     |
| -------------------- | ---------------------- | --------------------- | ------------------------------------- | ----------- | ------------- | ------------- |
| ■ Vespucio Norte     | 21 de dezembro de 2006 | Huechuraba / Recoleta |                                       | Subterrânea | 33° 22' 52" S | 70° 38' 40" O |
| ■ Zapadores          | 21 de dezembro de 2006 | Recoleta              | -                                     | Subterrânea | 33° 23' 27" S | 70° 38' 33" O |
| ■ Dorsal             | 21 de dezembro de 2006 | Recoleta              | -                                     | Subterrânea | 33° 23' 49" S | 70° 38' 34" O |
| ■ Einstein           | 25 de novembro de 2005 | Recoleta              | -                                     | Subterrânea | 33° 24' 21" S | 70° 38' 36" O |
| ■ Cementerios        | 25 de novembro de 2005 | Recoleta              | -                                     | Subterrânea | 33° 24' 51" S | 70° 38' 37" O |
| ■ Cerro Blanco       | 8 de setembro de 2004  | Recoleta              | -                                     | Subterrânea | 33° 25' 19" S | 70° 38' 41" O |
| ■ Patronato          | 8 de setembro de 2009  | Recoleta              | -                                     | Subterrânea | 33° 25' 47" S | 70° 38' 50" O |
| ■ Puente Cal y Canto | 15 de setembro de 1987 | Santiago              | (a partir de 2028) (a partir de 2032) | Subterrânea | 33° 25' 59" S | 70° 39' 07" O |
| ■ Santa Ana          | 15 de setembro de 1987 | Santiago              |                                       | Superfície  | 33° 26' 17" S | 70° 39' 36" O |
| ■ Los Héroes         | 15 de setembro de 1987 | Santiago              |                                       | Superfície  | 33° 26' 46" S | 70° 39' 38" O |
| ■ Toesca             | 31 de março de 1978    | Santiago              | -                                     | Superfície  | 33° 27' 10" S | 70° 39' 31" O |
| ■ Parque O'Higgins   | 31 de março de 1978    | Santiago              | -                                     | Superfície  | 33° 27' 42" S | 70° 39' 24" O |
| ■ Rondizzoni         | 31 de março de 1978    | Santiago              | -                                     | Superfície  | 33° 28' 11" S | 70° 39' 23" O |
| ■ Franklin           | 31 de março de 1978    | San Miguel / Santiago |                                       | Subterrânea | 33° 28' 33" S | 70° 38' 58" O |
| ■ El Llano           | 21 de dezembro de 1978 | San Miguel            | -                                     | Subterrânea | 33° 28' 58" S | 70° 38' 59" O |
| ■ San Miguel         | 21 de dezembro de 1978 | San Miguel            | -                                     | Subterrânea | 33° 29' 20" S | 70° 39' 04" O |
| ■ Lo Vial            | 21 de dezembro de 1978 | San Miguel            | -                                     | Subterrânea | 33° 29' 49" S | 70° 39' 11" O |
| ■ Departamental      | 21 de dezembro de 1978 | San Miguel            | -                                     | Subterrânea | 33° 30' 09" S | 70° 39' 17" O |
| ■ Ciudad del Niño    | 21 de dezembro de 1978 | San Miguel            | -                                     | Subterrânea | 33° 30' 34" S | 70° 39' 24" O |
| ■ Lo Ovalle          | 21 de dezembro de 1978 | La Cisterna           |                                       | Subterrânea | 33° 31' 04" S | 70° 39' 32" O |
| ■ El Parrón          | 22 de dezembro de 2004 | La Cisterna           | -                                     | Subterrânea | 33° 31' 35" S | 70° 39' 42" O |
| ■ La Cisterna        | 22 de dezembro de 2004 | La Cisterna           |                                       | Subterrânea | 33° 32' 15" S | 70° 39' 52" O |
| ■ El Bosque          | 27 de novembro de 2023 | El Bosque             | -                                     | Subterrânea | 33° 32' 47" S | 70° 40' 01" O |
| ■ Observatorio       | 27 de novembro de 2023 | El Bosque             | -                                     | Subterrânea | 33° 33' 38" S | 70° 40' 13" O |
| ■ Copa Lo Martínez   | 27 de novembro de 2023 | El Bosque             | -                                     | Subterrânea | 33° 34' 15" S | 70° 40' 26" O |
| ■ Hospital El Pino   | 27 de novembro de 2023 | San Bernardo          | -                                     | Subterrânea | 33° 34' 58" S | 70° 40' 35" O |